# Софизъм
Заглавието на тази статия може да се сбърка със суфизъм.
Софизъм е oценъчна дума, предаваща отношението към аргумент, с който изказващият се не е съгласен. Използването ѝ предава негативна нагласа, без да има отчетливи правила за нейната употреба.

## Историята на софизма
Пренебрежителното значение на думата „софизъм“ в смисъл на „неправилно разсъждение, умишлено съставено така, че да подведе противника“ е далеч от убежденията на историческите софисти, с изключение на това, че повечето от тях са били преподаватели по реторика – тоест преподавали са аргументация. Софистите са познати основно от съчиненията на своите опоненти, затова за тях няма запазено почти нищо похвално. От малкото останали техни текстове и отделни изречения трудно може да се съди за това учение. Това, което e известно за софистиката, е доста различно от представата за нея, възникваща от съчиненията на Платон. Основни критици на софистите са Платон и Аристотел.

## История на понятието
Значението на думата „софист“ (произлиза от гръцки и отначало означава „умен човек“ или някой, който „прави“ мъдрост или учи на мъдрост; също - магьосник) коренно се променя с времето, в посока към силна маргинализация на понятието и на личностите, които стоят зад развитието на движението, което то описва, въпреки голямото им влияние върху историята на философската мисъл в Стария свят и значителното им участие в обществения му живот в Древността.
Първоначално софистът е бил човек, преподаващ някакво знание на своите ученици (т.е. учител, обикновено - високоплатен или дълбоко почитан, често виден държавник или влиятелна фигура и с много ученици, образуващи философска школа). Това е бил специфичен термин, приписван и на Седемте мъдреци на Гърция.
Софистите се утвърждават като философи, които в центъра на вниманието си поставят заблудите и манипулирането на хората, включително в религията и политиката и въпросите, отнасящи се до възприятията и мисленето (в противовес на по-раншните философи, чийто главен интерес са въпросите за устройството на света - натурофилософи). Постепенно, в разбирането си на процеса на познанието, те изпадат в субективизъм (започват да настояват, че всяко едно мнение по какъвто и да било въпрос е не само доказуемо, но и съответно вярно, щом се докаже или убедено се мисли; и че могат да научат всекиго на това и как да го преподаде на други - срещу съответното възнаграждение) и отричане на обективната истина. Достигат до разбирания сходни с по-късния нихилизъм, и накрая - свеждат диалектиката до софистика (в смисъл на откровено прилагане на прийомите на логическата грешка и демагогската пропаганда, в изграждането на мненията и във воденето на споровете). С времето софистиката съвсем се доближава до шутовщина и шарлатанство.
В резултат на това постепенно губят общественото си значение. През 5 век пр.н.е., в Атина вече виждат софиста, основно като реторик, предлагащ да учи младежи в убедителното говорене и водене на спор. Изместени са от редица нови философски течения, донякъде произлизащи и повлияни от тяхното, сред които киниците, епикурейците и платониците.

### Аристотеловата гледна точка и други критики
В общи линии вижданията на отделните софисти са известни най-вече от писанията или коментарите на техните идеологически противници и на други софисти и са третирани в лоша светлина. Според негативната критика на софизма, това е неправилен аргумент, мнимо доказателство, докато например според Аристотел истинското реторично доказателство е ентимемата. Сократ - виден гръцки мислител - силно се противопоставя на съвременниците си софисти и създава свое собствено учение, в този смисъл, наречено майевтика, познато от съчиненията на неговите ученици. На твърденията на софистите, че знаят всичко, той отговаря, че с него пък съвсем не е така, казвайки: "Аз знам, че нищо не знам.", но все пак ги превъзхожда именно с това. Завършва живота си, изпивайки чаша с отрова, на което е осъден с гласуване за популяризирането на разбиранията си от събранието на атинските граждани.
Някои от самите софисти открито признават измамните страни на ученията си, въпреки че твърдят и че е особено важно да може да се установява и използва истината, по възможност - за доброто на обществото. Твърдение на софиста Протагор, е че задачата на софиста е „да се представи най-лошият аргумент като най-добър“ по пътя на хитроумните уловки в речта, разсъждението и да се занимава не с истината, а с успеха в спора или с чисто практическата изгода (от конкретните мнения и внушаването им на събеседника).
За софизми (в най-крайната им и упадъчна форма) се считат изказвания от типа на следното: „Ако ти никога не си губил рогата си, значи имаш такива.“